# 中吳府
中吳府，五代十国时吴越国设置的府。
大约在天宝元年（908年），改苏州为中吳府，又称苏州府，治所在吴县（今江苏省苏州市）。下辖吴县、长洲县（今江苏省苏州市）、昆山县（今江苏省昆山市）、常熟县（今江苏省常熟市）、吴江县（今江苏省苏州市吴江区）。大约在贞明元年（915年）改中吳府为苏州，在苏州设中吳軍節度使。